# Bibio upembensis
Bibio upembensis är en tvåvingeart som beskrevs av Hardy 1952. Bibio upembensis ingår i släktet Bibio och familjen hårmyggor.
Artens utbredningsområde är Kongo. Inga underarter finns listade i Catalogue of Life.